# Premio Otaka
Il premio Otaka (尾高賞 Otaka-sho) è un premio conferito annualmente ad un compositore giapponese per la migliore composizione orchestrale. La NHK Symphony Orchestra provvede a ricompensare direttamente l'artista, ed il titolo è considerato un vero prestigio. 
Fra i vincitori, i compositori Tōru Takemitsu e Jōji Yuasa.